# Glasgow City F.C.
Glasgow City F.C. – szkocki klub piłki nożnej kobiet, mający siedzibę w mieście Glasgow.

## Historia
Chronologia nazw:
- 1998: Glasgow City F.C.

## Stadion
Klub rozgrywa swoje mecze domowe na stadionie Excelsior Stadium w Airdrie, który może pomieścić 10101 widzów.

## Sukcesy

### Trofea międzynarodowe
- Liga Mistrzyń UEFA:
  - ćwierćfinalista (1): 2014/15

### Trofea krajowe
- Scottish Women's Premier League (I poziom):
  - mistrz (10): 2004/05, 2007/08, 2008/09, 2009, 2010, 2011, 2012, 2013, 2014, 2015
  - wicemistrz (5): 2000/01, 2001/02, 2003/04, 2005/06, 2006/07

- Scottish Women's First Division (II poziom):
  - mistrz (1): 1998/99

- Puchar Szkocji:
  - zdobywca (7): 2004, 2006, 2009, 2011, 2012, 2013, 2014
  - finalista (2): 2002, 2007

- Puchar Ligi Szkockiej:
  - zdobywca (6): 2008, 2009, 2012, 2013, 2014, 2015
  - finalista (3): 2003, 2004, 2006

## Piłkarki
Stan na 28 marca 2016.
| Nr | Poz. | Piłkarz           |
| -- | ---- | ----------------- |
|    | BR   | Erin Clachers     |
|    | BR   | Gemma Fay         |
|    | OB   | Nicola Docherty   |
|    | OB   | Savannah McCarthy |
|    | OB   | Cheryl McCulloch  |
|    | PO   | Sarah Clelland    |
|    | PO   | Erin Cuthbert     |
|    | PO   | Samantha Kerr     |
|    | PO   | Hayley Lauder     |

| Nr | Poz. | Piłkarz           |
| -- | ---- | ----------------- |
|    | PO   | Ruesha Littlejohn |
|    | PO   | Joanne Love       |
|    | PO   | Lauren McMurchie  |
|    | PO   | Leanne Ross       |
|    | NA   | Carla Boyce       |
|    | NA   | Fiona Brown       |
|    | NA   | Sarah Crilly      |
|    | NA   | Brogan Hay        |
|    | NA   | Clare Shine       |

## Trenerzy
- 1998–1999: Kathleen O'Donnell
- 1999–2010: Peter Caulfield
- 2011–2015: Eddie Wolecki Black